# Slaapziekte

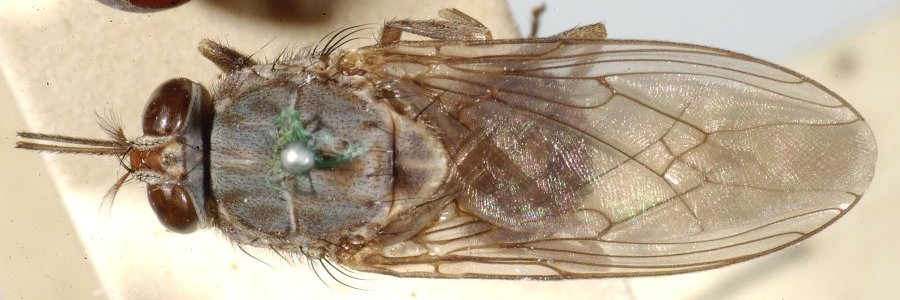
Tseetseevlieg

Slaapziekte is een vectorziekte die veroorzaakt wordt door een protozoaire parasiet (eukaryote eencellige), Trypanosoma brucei, met twee ondersoorten, T. brucei ssp. rhodesiense en T. brucei ssp. gambiense, die overgebracht wordt door de tseetseevlieg. Slaapziekte kan in een sluimerende staat voorkomen zolang de ziekte zich nog niet in de hersenen heeft gevestigd. Bij de West-Afrikaanse slaapziekte (veroorzaakt door T. brucei gambiense) kan dit jaren duren. De Oost-Afrikaanse slaapziekte (veroorzaakt door T. brucei rhodesiense) verloopt echter agressiever en kan in enkele maanden fataal zijn. Slechts een klein percentage van de tseetseevliegen is met de parasiet besmet. De vliegen geven het niet aan hun jongen door, en de ziekte kan dus alleen blijven bestaan als er geïnfecteerde dieren of mensen zijn waardoor ze worden besmet om het vervolgens weer aan een niet-geïnfecteerd dier of mens door te geven.

## De ziekte
Tseetseevliegen zijn ongeveer twee keer zo groot als huisvliegen en kunnen met hun steeksnuit pijnlijk bijten. Wanneer iemand besmet is met de ziekte, ontstaat na enige dagen tot een maand een zweer op de plaats van de beet. De hierop volgende verschijnselen zijn: koorts, zware hoofdpijn, prikkelbaarheid, moeheid, opgezette lymfeklieren, soms uitslag en zwellingen en spier- en gewrichtspijn. Wanneer de parasiet de hersenen binnendringt, ontstaan verwardheid, slaapstoornissen, epileptische aanvallen, moeite met lopen en gevoelloosheid in handen en voeten. Uiteindelijk vermagert de patiënt snel, raakt in coma en sterft. De ziekte loopt, wanneer zij niet wordt behandeld, altijd dodelijk af.

## Voorkomen
Eeuwenlang waren door de slaapziekte grote delen van Afrika voor mensen en vee nagenoeg onbewoonbaar. Recente schattingen geven aan dat ongeveer 60 miljoen mensen in risicogebieden wonen. Er zijn ongeveer 250 haarden van de ziekte bekend. In 36 landen zijn gevallen van de ziekte gemeld, allemaal in Afrika ten zuiden van de Sahara. De parasieten komen behalve bij mensen en vee ook voor bij wilde dieren, zodat uitroeiing van een dierreservoir moeilijk is.

## Behandeling
Heel lang was Melarsoprol het enige medicijn tegen de slaapziekte. Dit farmacon bevat echter arseen, en arseen is giftig en leidde tot een significante mortaliteit en blindheid onder patiënten. Het meer recent ontwikkelde medicijn eflornithine heeft minder bijwerkingen, en kan patiënten die zich reeds in een ver stadium van de slaapziekte bevinden genezen. De beschikbaarheid ervan is echter matig, omdat de fabricage nauwelijks kostendekkend is.

## Bestrijding en preventie
Bij de bestrijding zijn verschillende strategieën gevolgd. Men kan zich richten op de vlieg als overbrenger en deze proberen uit te roeien. Dit is een lastige opgave; gebruik van insecticiden zoals DDT op grote schaal werkte in de jaren 60 van de twintigste eeuw aanvankelijk goed maar heeft grote nadelige gevolgen voor het milieu; en als de waakzaamheid verslapt keert de vlieg snel terug. Er zijn ook pogingen gedaan de vlieg te bestrijden met de steriele-mannetjes-techniek. Een andere aanpak is om te proberen door een gerichte preventieve opsporing en behandeling van besmette mensen en dieren, in een asymptomatisch stadium, de verspreiding tegen te gaan. De politieke en humanitaire situatie in Afrika maakt het buitengewoon moeilijk ook goed opgezette programma's tot een goed eind te brengen.
Toeristen kunnen zich het best tegen insectensteken beschermen met klamboes (muggennetten), gesloten kleding en dergelijke. De vliegen zitten vaak laag op vegetatie nabij water. In open terrein met weinig water en veel wind komen ze niet voor. Ze bewegen weinig maar kunnen kortdurend zeer snel vliegen als er een prooi aankomt.
De Belgische arts en epidemiologe Marleen Boelaert speelde een belangrijke rol bij de bestrijding en de preventie van de slaapziekte.